# Эволюционная теория номадических генов В. А. Геодакяна
Эволюционная теория номадических генов была предложена В. Геодакяном в 1996 г. Так же как и эволюционные теории пола и асимметрии, номадическая теория генов основана на принципе сопряженных подсистем, которые эволюционируют асинхронно. Теории пола и половых хромосом тесно взаимосвязаны и описывают процесс эволюции признака на разных уровнях организации. В филогенезе эволюция у мужского пола начинается и кончается раньше, чем у женского поскольку признаки появляются сначала в генотипе мужских особей, и только потом, через много поколений, передаются женским. Половые хромосомы непосредственно участвуют в этом процессе. Ещё в 1965 году В. Геодакян предположил, что «…в хромосомном наборе половые хромосомы выполняют роль оперативной памяти, а аутосомы — постоянной, поэтому половые хромосомы (в первую очередь Y-хромосома) являются „воротами“ для изменчивости в наследственность». Позднее, в ряде работ было показано, что частота мутаций в Y-хромосоме действительно выше, чем в других хромосомах.
О теории неоднократно писали на страницах периодической печати. На телевидении были показаны два интервью в программе А. Гордона.
Концепция дает новую трактовку появлению, локализации и переходам генов по хромосомам и между ними, явлениям инактивации хромосом, мобильных генов, геномного импринтинга, связи Y-хромосомы со стрессом и вирусами. С. Чудов отметил также, что представление Геодакяна о том, что новые гены и генные комплексы образуются в Y-хромосоме, предлагает механизм фиксации новых мутаций в популяции и снимает возражение Флеминга Дженкина, поскольку появляющиеся в Y-хромосоме новые аллели не маскируются и не рассыпаются при скрещивании, а передаются всем мужским потомкам целиком. Кроме того, если это новшество становится частью полового диморфизма, оно начинает подвергаться половому отбору со стороны самок.

## Основные положения

### Эволюция генома
Гены простейших хромосом (линейных или кольцевых) фагов, вирусов и бактерий, были расположены, в порядке их появления. С ростом числа генов возникли новые формы хромосом и группы сцепления генов внутри хромосом и по ним.
Раньше не было специализированных хромосом для создания новых генов: мутации возникали во всех хромосомах. Об этом говорят разбросанные по всем аутосомам гетерохроматиновые участки повторов у растений, которые можно рассматривать как более раннюю стадию в эволюции генома.
Половые хромосомы появились у некоторых рыб, у которых бывает и гермафродитизм, смена пола с возрастом или в зависимости от социального ранга. У амфибий и рептилий определение пола тоже лабильно. Не исключено, что сначала возникла форма Х-0 (клопы), а потом уже Х-Y. У стрекоз есть обе формы и было показано, что Х0 древнее, чем Х-Y.
Согласно другой точке зрения, половые хромосомы произошли из обычной пары аутосом, несущей гены, определяющие пол. Поэтому у одних видов (как правило, более примитивных) Y-хромосома такая же по размерам, как Х-хромосома, конъюгирует с ней полностью или частично и участвует в кроссинговере. У других видов (более прогрессивных) Y-хромосома маленькая, с Х-хромосомой соединяется конец в конец, без кроссинговера. В процессе эволюции Y-хромосома теряет свои активные гены, деградирует и исчезает. Поэтому форма XY предшествует ХО.
У утконоса (Ornithorhynchus anatinus) есть 5 пар половых хромосом начиная от типа млекопитающих (ХХ-XY) и кончая типом птиц (ZZ-ZW). У черных обезьян-ревунов — 2 пары. У птиц и высших млекопитающих- 1 пара, и в отличие от растений гетерохроматин уже собран в Y-хромосоме.
Известно о преимущественно периферийном расположении половых хромосом в ядре. Репликация ДНК Y-хромосомы и одной из Х хромосом происходит, как правило, после окончания репликации аутосом.
У пчел уже дифференцирован (асимметричен) весь геном: у самок——диплоидный геном, а у самцов—гаплоидный.

### Структура генома
Геном раздельнополых форм состоит из двух субпопуляций генов: мужской и женской. Вследствие эволюционной продвинутости мужского пола их распределения смещены как по координате система→среда (диморфизм), так и по времени старые→новые (дихронизм). Тогда геном раздельнополой популяции состоит из трех частей: старые гены — только у женского пола, общие — у обоих полов, и новые — только у мужского пола. Поскольку эволюционно новые гены должны пройти проверку в мужском геноме перед тем как попасть в женский, они наследуются только по мужской линии — от отца к сыну. Нужные и дочерям и сыновьям старые гены они получают от матери. Наличие сугубо мужских генов, зная об Y-хромосоме, трудно отрицать. А сугубо женские гены классическая генетика отрицает по умолчанию (так как нет специальной хромосомы).

### Эволюционная роль аутосом и половых хромосом
Аутосомы являются консервативной памятью генома и нацелены на его сохранение. Эволюционно это самые старые хромосомы, содержащие фундаментальную видовую информацию, стабильные гены, общие для обоих полов. Они выполняют наиболее древние программы репродукции и рекомбинации. Передаваясь случайно, они перемешиваются в каждом поколении, обеспечивая максимальное разнообразие генотипов, то есть наилучшим образом реализуют программы полового процесса.
Половые хромосомы значительно «моложе» аутосом. Они являются оперативной памятью или экспериментальной подсистемой генома и нацелены на его изменение. Выполняя программу дифференциации, они формируют в популяции консервативно-оперативные подсистемы — женский и мужской пол. Разделение на два пола позволяет проверять новую информацию в мужском геноме прежде чем она попадет в женский. Это возможно при асинхронной эволюции, когда эволюция мужского пола предшествует эволюции женского.
Половые хромосомы действуют против программы рекомбинации, так как осуществляют запрет комбинаций ♂ x ♂ и ♀ x ♀. , Разнообразие генотипов, возможное в результате полового процесса при этом ухудшается вдвое. Они создают генотипический половой диморфизм предотвращая попадание новой информации в женский геном и регулируют соотношение полов в популяции. Основная роль половых хромосом у прогрессивных форм не репродуктивная, а эволюционная — создание дихрономорфизма для экономной эволюции (даже в ущерб размножению), не обеспечение соотношения полов 1 : 1 и его постоянства, а наоборот, его изменение и регуляция.

### Механизмы передачи генетической информации

#### Передача хромосом из поколения в поколение
Стохастический механизм, когда хромосомы гомологичной пары попадают сыну или дочери чисто случайно, имеет дело с общей для обоих полов генетической информацией. Это самый древний механизм, существовавший еще до появления половой дифференциации. Перемешивая гены при каждом оплодотворении, он максимизирует генетическое разнообразие. Этим способом передаются аутосомы и возможно Х-хромосомы гомогаметного пола.
Нестохастические механизмы возникли с появлением половых хромосом и имеют дело с информацией, разной у мужского и женского пола.
Ипси-механизм, при котором хромосома переходит от родителя только потомку того же пола, может создавать генотипический половой диморфизм и менять его величину. Он — инициатор программы половой дифференциации. Так передается Y-хромосома.
Контра-механизм, переносит информацию от родителя к потомку противоположного пола. Также как и стохастический механизм, он уменьшает разницу между полами, однако он не сводит половой диморфизм к нулю, а сохраняет его постоянство. Так передается Х-хромосома гетерогаметного пола.
Сочетание ипси-контра механизмов позволяет создавать и сохранять определенную разницу между мужским и женским полом и менять её в зависимости от условий среды. При этом контра-алгоритм выступает как стабилизатор (отрицательная обратная связь), а ипси-алгоритм — как регулятор (положительная связь).

#### Передача информации между хромосомами
Поступление информации от среды и передача её между хромосомами осуществляется за счет генетических процессов мутагенеза, кроссинговера, транслокаций, переноса эписомами, вирусами, плазмидами и мобильными генами.
Y-хромосома является связующим звеном между ядром и средой (цитоплазмой, митохондриями), «воротами» генома для новой информации. Она содержит новые гены, является инициатором, акселератором и регулятором полового диморфизма. В ней новые гены изолированы от женского генома и проходят проверку в течение многих поколений.
Контра-Х-хромосома является переносчиком генов, связующим звеном между Y-хромосомой и женским геномом («транспортная» хромосома). В филогенезе она функционирует как стабилизатор, релаксатор и ликвидатор полового диморфизма. В ней молодые гены, находящиеся в гемизиготном состоянии у мужского пола и в гетерозиготном—у женского, проходят испытания в онтогенезе.
Ипси-Х-хромосома переносит новые гены в аутосомы и удаляет из них старые гены. Определенный её участок содержит сугубо женские «вчерашние» гены, то есть несет атавистическую информацию.

#### Связь передачи генетической информации с фазами эволюции признака
При появлении нового признака чтобы эволюционировал только мужской пол и при этом возникал и увеличивался генотипический половой диморфизм (дивергентная фаза эволюции), новая информация от среды должна попадать только в Y-хромосому. Чтобы в параллельной фазе эволюционировали оба пола, а генотипический половой диморфизм оставался постоянным, необходим отток новой информации из Y-хромосомы в женский геном. Это может делать только контра-Х-хромосома. И наконец, чтобы в конвергентной фазе эволюционировал только женский пол и половой диморфизм при этом уменьшался и исчезал, необходимо прекращение поступления новой информации из среды в Y-хромосому и продолжение её оттока в женский геном.

#### Суть явления геномного импринтинга
Геномный импринтинг по мнению В. А. Геодакяна объясняется тем, что от матерей мы получаем старую генетическую информацию (о прошлом), а от отцов «последние новости» эволюции (о настоящем). Поэтому развитие внезародышевых оболочек и плаценты, сугубо женских, как считается, органов, определяют мужские гены (а не женские), а развитие «общего» эмбриона,—женские гены (а не мужские и женские). Ведь у эмбриона генов отца и матери поровну, а «среда» материнская. Единственная разница в том, что эмбрион—эволюционно старая система, а оболочки и плацента—новые: они появились у высших млекопитающих.

## Подтверждения и объяснение известных фактов
У гуппи еще в 1920—1930 гг. были открыты около 30 Y-генов окраски самцов (и только один аутосомный ген), часть из них участвует в неравном кроссинговере с Х-хромосомой. При этом переход Y → Х в 4 раза чаще, чем обратный. Эти гены, а также Y-гены волосатости ушей и перепонок между пальцами ног человека следует отнести к соматическим мутациям, так как первые—результат искусственной селекции декоративных признаков, а вторые—естественные соматические мутации, не имеющие никакого отношения к репродуктивной функции.
Многими экспериментами установлено, что у дрозофилы, шелкопряда, млекопитающих, в том числе и человека, уровень как спонтанного, так и индуцированного мутагенеза у самцов выше, чем у самок. Эффект наблюдается и у гетерогаметных, и у гомогаметных самцов.
Методом гибридизации ДНК в составе Y-хромосом 10 линий мышей, весьма отличающихся друг от друга, были обнаружены ДНК мышиных ретровирусов. В Х-хромосоме их не было.
Эухроматиновый характер Y-хромосом растений и разбросанные по всем хромосомам нуклеотидные повторы объясняются относительно поздней эволюцией половой дифференциации у растений по сравнению с животными.

## Предсказания[2]
- гены гамет, гонад и гениталий должны находиться в аутосомах
- чужеродную ДНК (или вирусы) связывают не все сперматозоиды, а только Y-несущие, поэтому среди трансгенных животных должно быть больше самцов
- соматические мутации должны находиться в половых хромосомах

## Критика и отношение к другим теориям
Критика основных положений теории половых хромосом в литературе отсутствует. Предсказание теории о том, что большинство мутаций должно быть локализовано в Y-хромосоме, сходится с выводами проекта Геном человека. В последнее время на Западе даже широко употребляется новый термин «male-driven evolution». Существующие взгляды о происхождении половых хромосом из аутосом не противоречат теории, однако по мнению В. Геодакяна не стоит пугаться сенсационных утверждений некоторых ученых об исчезновении Y-хромосомы в будущем. Такая ситуация будет возможна только после очень долгого существования вида в стабильной среде. При изменении условий среды и начале нового периода эволюции роль половых хромосом возьмет на себя одна из пар аутосом. Предсказанные теорией гипотетические маршруты переходов генов по хромосомам ничему не противоречат, так как других теорий не существует, а косвенным подтверждением является неравный Y → Х кроссинговер. Эволюционные теории пола и половых хромосом тесно взаимосвязаны и описывают процесс эволюции признака на разных уровнях организации, поэтому подтверждение (или опровержение) одной из них подтвердит (или опровергнет) также другую.